# Dichromodes subrufa
Dichromodes subrufa är en fjärilsart som beskrevs av Turner 1939. Dichromodes subrufa ingår i släktet Dichromodes, och familjen mätare. Inga underarter finns listade i Catalogue of Life.